# Ionopsis papillosa
Ionopsis papillosa är en orkidéart som beskrevs av Franco Pupulin. Ionopsis papillosa ingår i släktet Ionopsis och familjen orkidéer.
Artens utbredningsområde är Ecuador. Inga underarter finns listade i Catalogue of Life.